# Kapelhoek (Aalbeke)
Kapelhoek is een voormalig gehucht in Aalbeke, een deelgemeente van de Belgische stad Kortrijk. 
Het gehucht Kapelhoek bevond zich in het noorden van Aalbeke, een kilometer ten noorden van het dorpscentrum, nabij de grens met Marke. Het is aangeduid als Kapelhoek in de Atlas der Buurtwegen uit 1841. De aanleg van de autosnelweg A14/E3 (later E17) had begin jaren 70 een grote invloed op de omgeving. Het nabijgelegen Aalbeekse gehucht Preshoek werd door de snelweg afgesneden van het dorpscentrum, en het gehucht Kapelhoek verdween onder het knooppunt Aalbeke, de verkeerswisselaar E17/E403. De historische, beschermde hoeve Goed te Nieuwenhove, net ten noorden van Kapelhoek en Preshoek bleef net gevrijwaard.